# Emanuel Fink
Emanuel Fink, född den 19 mars 1855 i Santomyschl nära Neumarkt, var en tysk läkare.
Fink studerade i Würzburg och Wien. Han blev 1880 assistent vid sinnessjukhuset i Werneck i Bayern och 1882 läkare i Hamburg, från 1891 som specialist i otorhinolaryngologi (efter specialistutbildning som assistent till Johann Schnitzler i Wien 1890). Han utgav skrifterna Die Bedeutung des Schnupfens der Kinder (1895), Der chronische Rachenkatarrh: seine Ursachen und seine Behandlung (1895) och Die Wirkung der Syphilis in den oberen Luftwegen (1896) och tyska utgåvor av några italienska fackböcker, liksom talrika smärre uppsatser.